# Khartoem (staat)
Khartoem (Arabisch: الخرطوم, Al Kharţūm, Olifantenslurf; Engels: Khartoum) is de kleinste van de 18 staten van Soedan. De Soedanese hoofdstad Khartoem is in deze staat gelegen en is tevens de hoofdstad van de staat. Khartoem heeft een oppervlakte van meer dan 22.000 vierkante kilometer en telde anno 2000 zowat 4,7 miljoen inwoners.

## Grenzen
De staat Khartoem ligt centraal in Soedan in de noordoostelijke richting.

Grenzen heeft het met zes andere staten:
- Nijl ten noorden.
- Kassala in het uiterste noordoosten.
- Al-Qadarif in het uiterste oosten.
- Al-Jazirah in het zuidoosten.
- Witte Nijl in het uiterste zuiden.
- Noord-Kordofan in het zuidwesten.

Al-Jazirah · Al-Qadarif · Ash-Shamaliyah · Blauwe Nijl · Centraal-Darfoer  · Kassala · Khartoem · Noord-Darfoer · Noord-Kordofan · Oost-Darfoer · Nijl · Rode Zee · Sennar · West-Darfoer · West-Kordofan · Witte Nijl · Zuid-Darfoer · Zuid-Kordofan